# Copa Intertoto 1972
La Copa Intertoto 1972 fue la 12.ª edición de este torneo de fútbol a nivel de clubes de Europa.
Participaron 32 equipos de la UEFA y no hubo un ganador definido, pero se considera como el equipo campeón al FC Nitra de Checoslovaquia por ser el equipo que mostró el mejor rendimiento en la fase de grupos.

## Fase de grupos
Los 32 equipos fueron ubicados en 8 grupos de 4 equipos, donde el ganador de cada grupo se ganó la copa y el premio monetario.

### Grupo 1
| Club             | PG | PE | PP | GF | GC | Pts. |
| ---------------- | -- | -- | -- | -- | -- | ---- |
| Nitra            | 6  | 0  | 0  | 19 | 5  | 12   |
| Wacker Innsbruck | 2  | 0  | 4  | 12 | 13 | 4    |
| AB               | 2  | 0  | 4  | 10 | 13 | 4    |
| Örgryte          | 2  | 0  | 4  | 11 | 21 | 4    |

|     | NIT | INN | ABK | ÖRG |
| --- | --- | --- | --- | --- |
| NIT |     | 4-1 | 2-0 | 3-0 |
| INN | 0-1 |     | 3-1 | 5-1 |
| ABK | 2-3 | 2-1 |     | 2-4 |
| ÖRG | 2-6 | 4-2 | 0-3 |     |

### Grupo 2
| Club             | PG | PE | PP | GF | GC | Pts. |
| ---------------- | -- | -- | -- | -- | -- | ---- |
| Norrköping       | 3  | 2  | 1  | 10 | 7  | 8    |
| Austria Salzburg | 4  | 0  | 2  | 11 | 9  | 8    |
| Winterthur       | 2  | 2  | 2  | 9  | 8  | 6    |
| Górnik Wałbrzych | 0  | 2  | 4  | 3  | 9  | 2    |

|     | NOR | AUS | WIN | GOR |
| --- | --- | --- | --- | --- |
| NOR |     | 2-1 | 0-2 | 1-1 |
| AUS | 2-4 |     | 3-2 | 2-0 |
| WIN | 1-1 | 1-2 |     | 3-2 |
| GOR | 0-2 | 0-1 | 0-0 |     |

### Grupo 3
| Club          | PG | PE | PP | GF | GC | Pts. |
| ------------- | -- | -- | -- | -- | -- | ---- |
| Saint-Étienne | 4  | 2  | 0  | 12 | 2  | 10   |
| Wisła Kraków  | 2  | 3  | 1  | 12 | 3  | 7    |
| Young Boys    | 1  | 2  | 3  | 4  | 17 | 4    |
| Åtvidaberg    | 1  | 1  | 4  | 6  | 12 | 3    |

|     | ASE | WIS | YOU | ÅTV |
| --- | --- | --- | --- | --- |
| ASE |     | 0-0 | 0-0 | 3-0 |
| WIS | 0-1 |     | 8-0 | 1-1 |
| YOU | 0-5 | 1-1 |     | 2-1 |
| ÅTV | 2-3 | 0-2 | 2-1 |     |

### Grupo 4
| Club         | PG | PE | PP | GF | GC | Pts. |
| ------------ | -- | -- | -- | -- | -- | ---- |
| Slavia Praga | 2  | 3  | 1  | 9  | 5  | 7    |
| Malmö FF     | 3  | 1  | 2  | 15 | 12 | 7    |
| OGC Nice     | 2  | 1  | 3  | 11 | 14 | 5    |
| Aachen       | 2  | 1  | 3  | 7  | 11 | 5    |

|     | SLA | MAL | NIZ | AAC |
| --- | --- | --- | --- | --- |
| SLA |     | 0-0 | 4-0 | 1-0 |
| MAL | 2-1 |     | 4-1 | 5-1 |
| NIZ | 2-2 | 6-2 |     | 2-0 |
| AAC | 1-1 | 3-2 | 2-0 |     |

### Grupo 5
| Club              | PG | PE | PP | GF | GC | Pts. |
| ----------------- | -- | -- | -- | -- | -- | ---- |
| Slovan Bratislava | 5  | 0  | 1  | 16 | 7  | 10   |
| First Vienna      | 2  | 2  | 2  | 9  | 10 | 6    |
| Zürich            | 1  | 3  | 2  | 8  | 8  | 5    |
| Djurgården        | 1  | 1  | 4  | 6  | 14 | 3    |

|     | SLO | FIR | ZUR | DJU |
| --- | --- | --- | --- | --- |
| SLO |     | 5-0 | 0-3 | 4-1 |
| FIR | 0-1 |     | 2-2 | 3-0 |
| ZUR | 1-3 | 1-1 |     | 0-0 |
| DJU | 2-3 | 1-3 | 2-1 |     |

### Grupo 6
| Club                   | PG | PE | PP | GF | GC | Pts. |
| ---------------------- | -- | -- | -- | -- | -- | ---- |
| Eintracht Braunschweig | 4  | 1  | 1  | 15 | 5  | 9    |
| Žilina                 | 3  | 2  | 1  | 11 | 11 | 8    |
| Landskrona             | 2  | 2  | 2  | 7  | 6  | 6    |
| Vejle                  | 0  | 1  | 5  | 5  | 16 | 1    |

|     | BRA | ŽIL | LAN | VEJ |
| --- | --- | --- | --- | --- |
| BRA |     | 5-0 | 2-0 | 4-1 |
| ŽIL | 1-1 |     | 1-0 | 3-1 |
| LAN | 3-0 | 2-2 |     | 0-0 |
| VEJ | 0-3 | 2-4 | 1-2 |     |

### Grupo 7
| Club        | PG | PE | PP | GF | GC | Pts. |
| ----------- | -- | -- | -- | -- | -- | ---- |
| Hannover    | 4  | 1  | 1  | 15 | 10 | 9    |
| Grasshopper | 2  | 3  | 1  | 12 | 7  | 7    |
| Stal Mielec | 3  | 1  | 2  | 13 | 12 | 7    |
| Hvidovre    | 0  | 1  | 5  | 5  | 16 | 1    |

|     | H96 | GRA | STA | HVI |
| --- | --- | --- | --- | --- |
| H96 |     | 3-2 | 4-1 | 3-2 |
| GRA | 1-1 |     | 1-1 | 1-1 |
| STA | 3-2 | 1-4 |     | 5-0 |
| HVI | 1-2 | 0-3 | 1-2 |     |

### Grupo 8
| Club                | PG | PE | PP | GF | GC | Pts. |
| ------------------- | -- | -- | -- | -- | -- | ---- |
| VÖEST Linz          | 2  | 3  | 1  | 10 | 8  | 7    |
| Odra Opole          | 3  | 0  | 3  | 11 | 8  | 6    |
| Rot-Weiß Oberhausen | 2  | 2  | 2  | 11 | 11 | 6    |
| Frem                | 2  | 1  | 3  | 9  | 14 | 5    |

|     | LIN | ODR | OBE | FRE |
| --- | --- | --- | --- | --- |
| LIN |     | 2-0 | 1-1 | 3-1 |
| ODR | 2-0 |     | 4-3 | 4-0 |
| OBE | 2-2 | 1-0 |     | 2-1 |
| FRE | 2-2 | 2-1 | 3-2 |     |